# Zach King
Zachary Michael "Zach" King (Portland, Oregón; 4 de febrero de 1990) es un estadounidense estrella de Vine, cineasta, y personalidad de Youtube residente en Los Ángeles. Es más conocido por sus «magic vines»: videos de seis segundos editados digitalmente para que parezca que está haciendo magia. King llama a sus vídeos «juego de manos digital». Comenzó a subir videos en YouTube en 2008 y en 2013 comenzó a subir videos en Vine.
En algunos de ellos se ha declarado cristiano, y que respeta el cristianismo.
King ganó Hewlett-Packard competencia comercial en 2010, y consiguió un viaje a la alfombra roja en el Festival de Cine de Londres. En 2013, ganó YouTube's NextUp Creators contest.
King y su esposa Rachel Holm compitieron en la temporada 28 del reality juego estadounidense The Amazing Race. Fueron eliminados durante la novena etapa de la carrera de ser colocado en sexto lugar en la clasificación general.

## Biografía
King nació en Portland, Oregón. Él es mitad chino por su lado paterno, un cuarto austríaco y un cuarto de ascendencia nicaragüense por parte de madre. Hizo su primer video cuando tenía 7 años, usando una videocámara casera. Cuando tenía 14 años, compró un computador Mac, una cámara y un trípode y comenzó a hacer y editar videos. Se graduó de la Biola University en 2012.

### Carrera
King comenzó su página web, FinalCutKing.com en 2008, para ofrecer formación y consejos sobre cómo utilizar el software de edición Final Cut Pro ya que era incapaz de encontrar tutoriales para el software en Internet. Al mismo tiempo, empezó a usar su canal de YouTube para dar tutoriales de efectos visuales utilizando el software. Después de obtener una audiencia para su sitio web, comenzó a vender seminarios de formación y utilizó el dinero para pagar su universidad. Él participó como concursante en un episodio de "Viral Video Showdown" que se transmitió por Syfy en 2012.

### Youtube

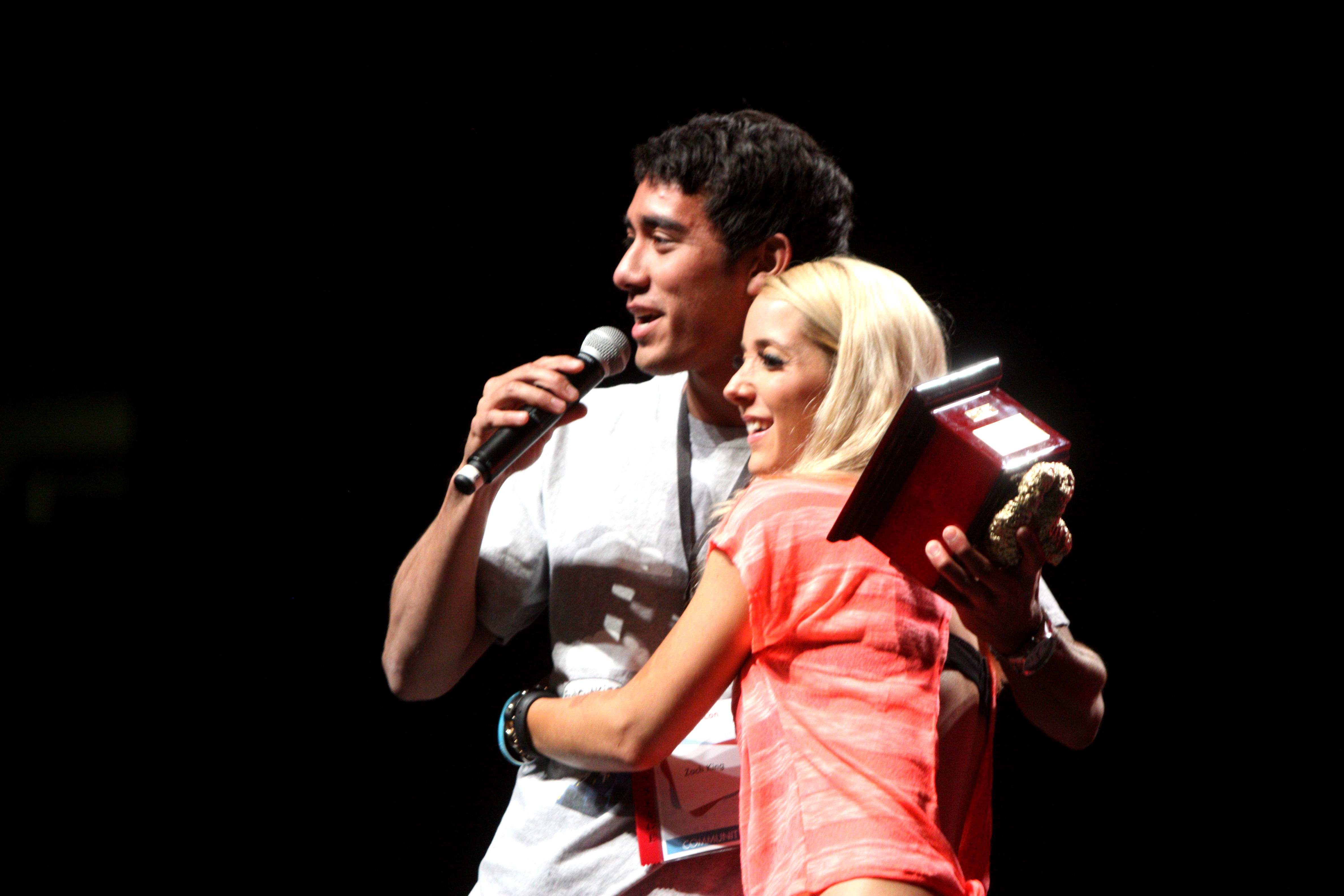
Zach King con Jenna Marbles en California en 2012.

En 2011, grabó un video titulado  Jedi Kittens en YouTube que produjo con un amigo de la universidad. El video mostraba a dos gatitos peleando con Sables de luces. El vídeo ganó más de un millón de vistas en tres días y llegó a tener más de 14 millones de visitas. En septiembre del mismo año estrenó una secuela titulada Jedi Kettins  Strike Back ganando más 17 millones de vistas. La última parte del video, llamada Jedi Kittens with Force, fue subida en 2014. El canal oficial de YouTube de Zach King es FinalCutKing.
Fue nombrado por YouTube como uno de los 25 más prometedores jóvenes cineastas de América en mayo de 2013. Como parte de Next Up Creators contest, YouTube le otorgó a King $35.000, así como un viaje a la ciudad de Nueva York para pasar cuatro días en YouTube Creator Camp. Su presentación al concurso se tituló Contest Entry Gone Wrong. En el video, él apareció para esquivando un asalto de ataques aéreos y fuego de la tierra como se declaró en su caso de ser seleccionado para el premio de YouTube.

### TikTok
Zach subió su primer video a la red social TikTok, entonces conocida como Musical.ly en febrero de 2016. A día de hoy King cuenta con más de 68 millones de seguidores y 858 millones de me gustas en dicha red social.
El 30 de Abril del año 2020, fue reconocido con el premio Guiness por ser el usuario de TikTok hombre con más seguidores de la plataforma con un total en ese momento de más de 42 millones de seguidores.

### Vines
King hizo su cuenta de Vine en septiembre de 2013, cuando vio que muchos de sus amigos tenían una cuenta en el sitio web de medios sociales. Después de crear una cuenta en Vine, decidió crear un vine cada día para los siguientes 30 días. Tras el éxito de sus primeros vídeos, decidió continuar con la creación y publicación de nuevas Vines.
Apareció en The Ellen DeGeneres Show en 2014 e hizo varios vines con los miembros del programa. En una entrevista con The Independent, dijo que a él le gustaría dirigir largometrajes, preferiblemente películas de acción y aventura, en el futuro.
King ha aparecido en varios medios de comunicación por sus Vines. Chez Pazienza escribió sobre el King que "las cosas de este tipo es pura magia (o, al menos, el trabajo de algunas ediciones muy inteligente.)" Laura Vitto de Mashable escribió acerca de su trabajo, "La estrella del Vine y el cineasta Zach king no puede hacer magia en el sentido tradicional, pero sus vídeos editados expertamente con sólo seis segundos podría poner David Blaine a la vergüenza."
En una entrevista, Zach dijo que la producción de un Vine toma más de 24 horas, con tres a cuatro horas de rodaje.

## Filmografía
- Lobo amordazado - Zootopia[24]

## Premios
- 2009 - First Place London Film Festival for HP advertisement[25]
- 2009 - Critic's Choice Award at Bridgestone Tires's Safety Scholars Teen Driver Video Contest[6]
- 2010 - First place London Film Festival: Heartbrand Ad[26]
- 2010 - Bridgestone Safety Scholar Winner[27]
- 2012 - Vidcon Golden Poop Award[28]
- 2013 - YouTube's NextUp Creators Contest[7]
- 2016 - Biola University Young Alumnus Award[29]